# Sister Double Happiness
Sister Double Happiness byla americká alternativní rocková skupina, založená v roce 1986 v kalifornském San Franciscu. Skupinu založili dva dřívější členové kapely The Dicks, zpěvák Gary Floyd a bubenice Lynn Perko. Své první album nazvané Sister Double Happiness skupina vydala v roce 1988, druhé Heart and Mind následovalo o dva roky později, třetí neslo název Uncut a vyšlo v roce 1993 a poslední Horsey Water o rok později. Skupina se rozpadla v roce 1995. Floyd začal vydávat sólová alba a později obnovil skupinu The Dicks; Perko se připojila ke kapele Imperial Teen.